# Косая склейка
Косая склейка (англ. L-cut, J-cut) — разновидность монтажного перехода в кинематографе и (главным образом) на телевидении, подразумевающая несовпадение моментов склейки изображения и фонограммы. Название буквально означает, что склейка фонограммы опережает склейку изображения или наоборот, благодаря чему фонограмма следующего монтажного кадра начинается до момента смены изображения. Подобный способ монтажа позволяет в документальном кино и тележурналистике убрать мешающие начало или конец фразы действующих лиц, сохранив при этом синхронность фонограммы. В других случаях косая склейка позволяет достичь большей выразительности монтажного решения фильма за счёт смыслового столкновения (контрапункта) зрительного и звукового компонентов, относящихся к различным кадрам. Подобная противоречивость даёт возможность режиссёру использовать её в качестве символа, метафоры и т. д.
Одним из классических примеров использования косой склейки является известный фрагмент из фильма Альфреда Хичкока «Тридцать девять ступеней» (1935). Домработница, обнаружив в квартире главного героя тело убитой женщины, оборачивается на крупном плане в камеру и кричит. Однако вместо голоса звучит гудок поезда, который увозит спасающегося от полиции персонажа.
Помимо сугубо художественных задач, косая склейка часто используется при монтаже интервью или диалога двух и более лиц и позволяет, например, показать на последних словах говорящего реакцию собеседника. Такое монтажное соединение является альтернативой применению кадра-перебивки и кадра-вставки. Иногда косая склейка помогает замаскировать неудачный стык между соседними кадрами.
В истории и теории монтажа приём «косой склейки» связан с такими методами, как «вертикальный монтаж» и «контрапункт», созданными Сергеем Эйзенштейном.